# Retenedores intrarradiculares
Los retenedores intrarradiculares, conocidos además como anclajes, espigos o postes, son elementos que se ubican en el interior radicular de una pieza dental. Sus funciones son:
- Mejorar la retención de la restauración que se va a realizar.
- Reforzar la raíz y la corona, para disminuir la probabilidad de fractura por las fuerzas de oclusión.

su sistema consta de la forma de retención de un espigo o poste. La fricción aumenta cuando disminuye la
convergencia. El espigo debe ajustarse al conducto ya que la retención es
proporcional a la superficie total.El Diámetro de un espigo: El diámetro es de 1/3 con respecto al de la raíz. Al
aumentar el diámetro del espigo disminuye la cantidad de dentina entre el
espigo y la superficie externa de la raíz.La Longitud de un espigo: Debe ser igual a 2/3 de la extensión del conducto.
A medida que aumenta dicha longitud, aumenta su retención.Las paredes de la corona de un espigo deben ser expulsivas y paralelas para
que le den retención.

## Procedimiento
Para elaborar un retenedor intrarradicular, previamente se ha de realizar un tratamiento de conductos en el diente por tratar, ya que es la única manera de garantizar el selle de los conductos. Esta previsión evita posibles lesiones apicales posteriores.
Una vez realizado el tratamiento de conductos, se debe desobturar el conducto donde se va a ubicar el retenedor. En el caso de los molares superiores el conducto más apropiado es el palatino, y en el caso de los molares inferiores es el conducto distal, debido al grosor radicular y a la disposición de la raíz. Se debe dejar como mínimo 4 - 5 mm de gutapercha sellando dicho ápice. Ello evita posibles filtraciones, que repercutan en lesiones apicales que conlleven al fracaso del tratamiento en general y sometan al paciente a cirugías apicales innecesarias.
Independientemente del tipo de retenedor que se vaya a realizar, la medida mínima de canal sellado siempre será la misma: 4 - 5 mm. La medida máxima dependerá de la proporción corono - radicular de la pieza dental por restaurar, ya que, si la raíz es muy larga, se puede hacer un retenedor largo pero dejando un tope de gutapercha mayor que el mínimo necesario. La proporción mínima corono - retenedor que debe ocurrir en un diente es 1 : 1. Esta proporción se debe tomar desde la cresta ósea. Lo ideal es que el retenedor sea mayor. Referente al diámetro del retenedor, se opina que es mejor:
- Lo más angosto posible, pues así se tiene más tejido radicular sano, y existe menos probabilidad de fractura.
- La anchura mínima de la raíz al lumen del conducto debe ser entre 2.5 y 3 mm.

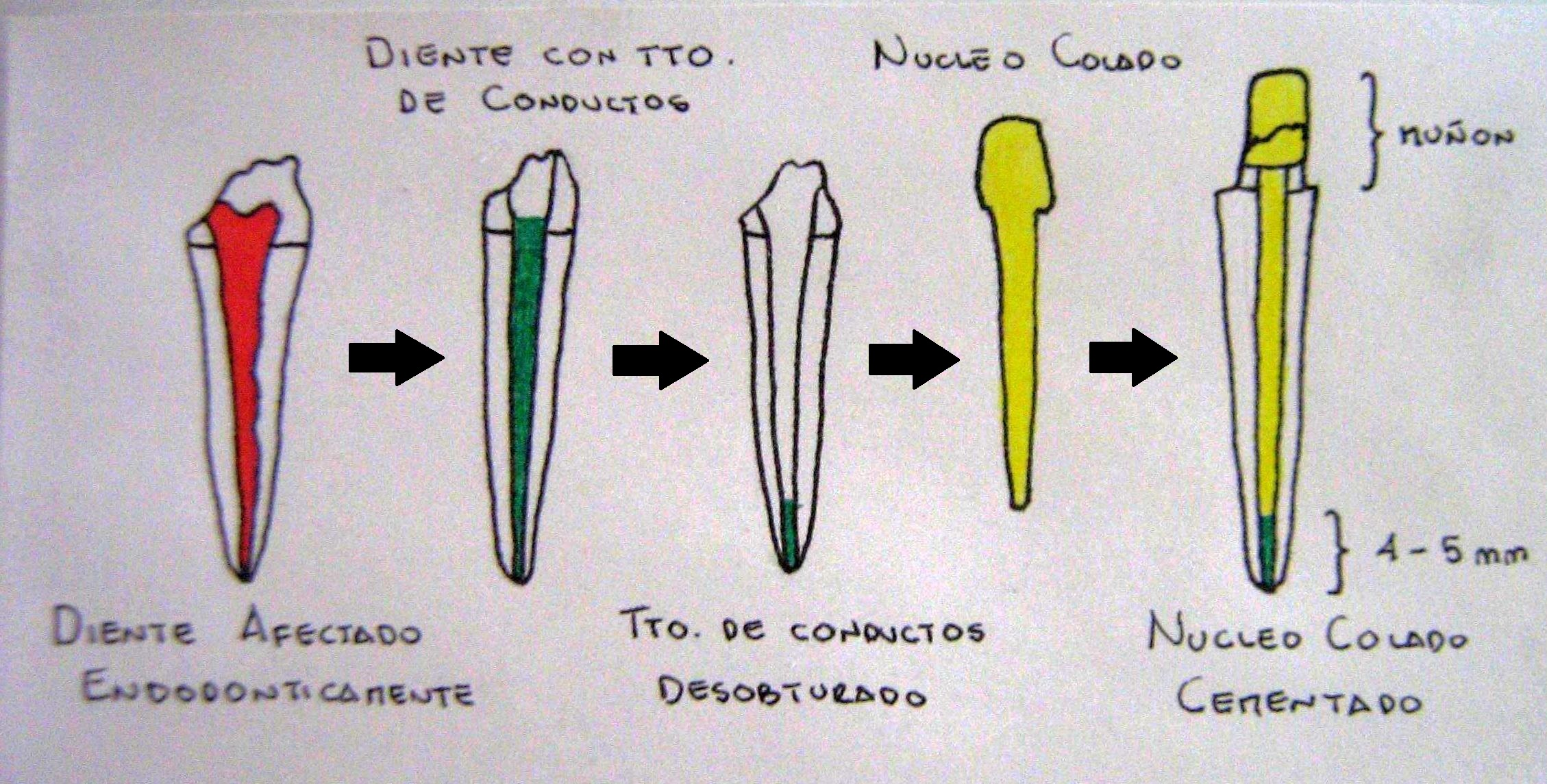
Etapas de elaboración de un núcleo colado en la pieza dentaria.

## Tipos de retenedores intrarradiculares
Se dividen en dos grandes grupos:
- Núcleos colados
- Núcleos prefabricados

### Núcleos colados

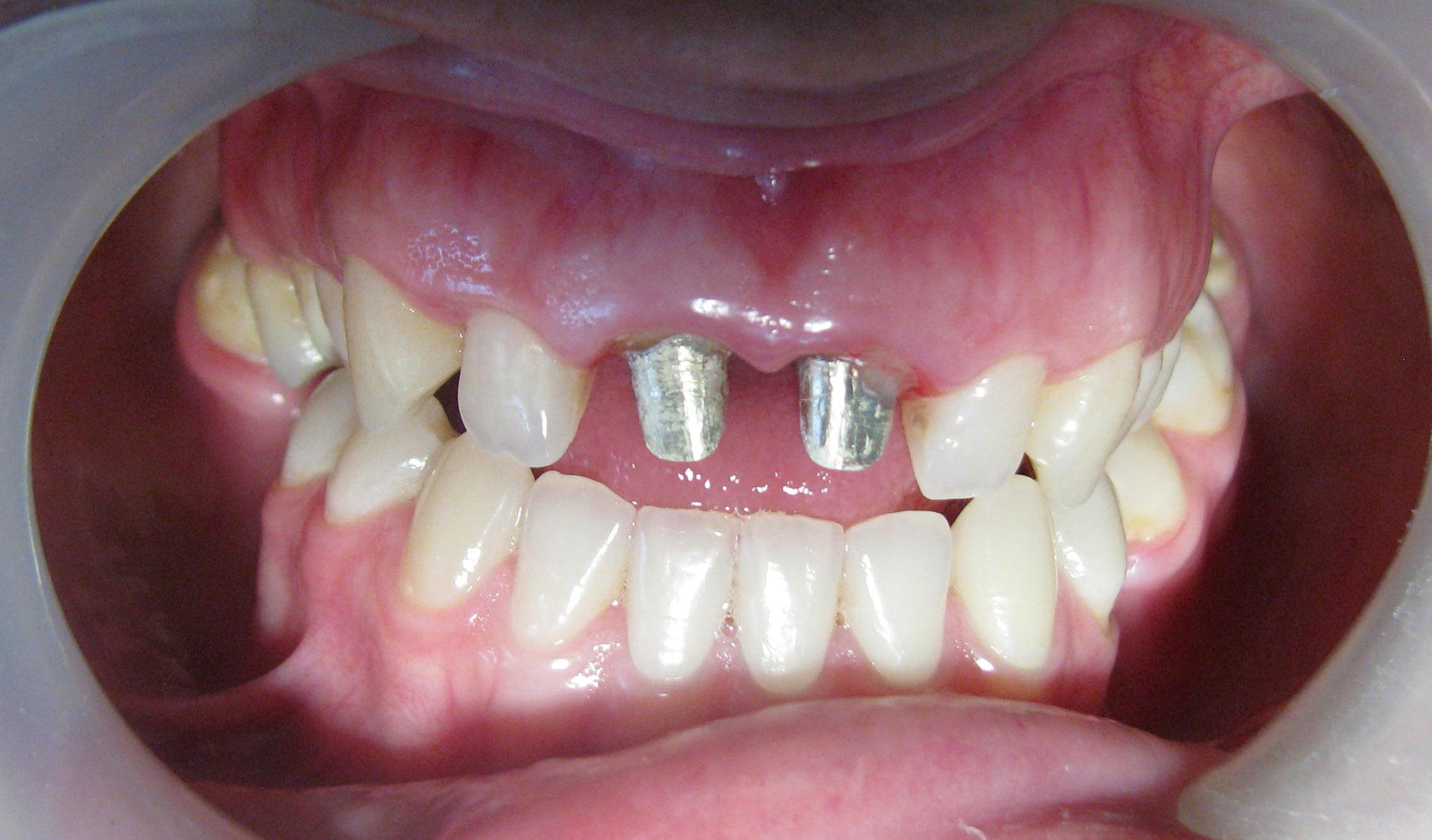
Paciente con núcleos colados de oro en los dientes 11 y 21.

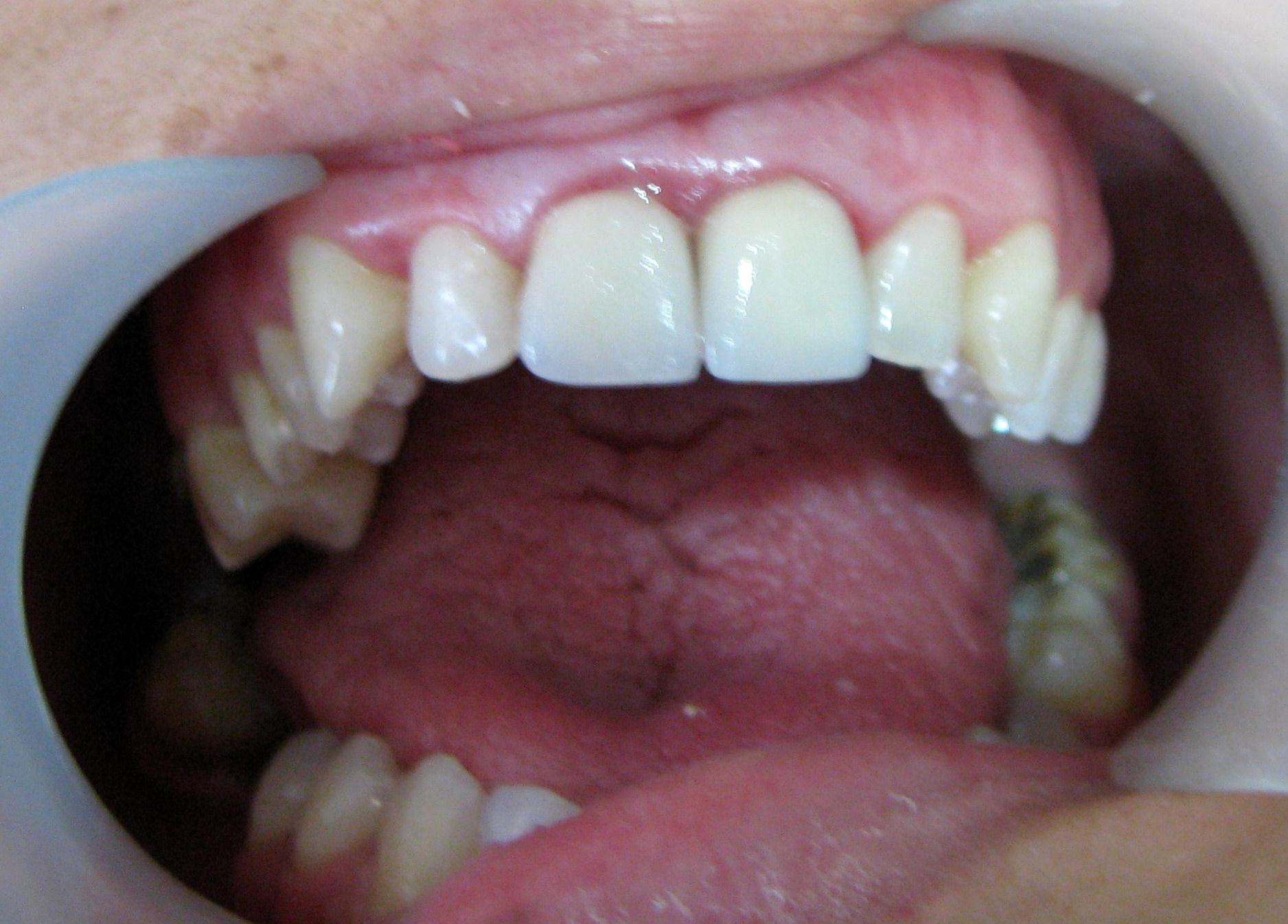
Paciente con coronas cementadas en los dientes 11 y 21.

Los núcleos de este tipo son retenedores intraradiculares que realiza el odontólogo en su consultorio particular, con ayuda de un laboratorista dental. Según el tipo de diente, condiciones de la corona, grado de afectación por caries, fracturas o destrucción y la forma del conducto radicular, se han utilizado ampliamente.
Varían dependiendo de:
- Tipo de metal
- Longitud
- Anchura
- Forma

En cuanto al tipo de metal, algunos autores recomiendan que sea de las mismas características del metal que se vaya a usar en la restauración, con el fin de evitar corrientes galvánicas. El más usado es el denominado metal base, que es el más económico, pero de peores propiedades físicas.
El mejor metal es el oro tipo III; es el más costoso pero de mejores propiedades físicas, lo cual garantiza que si se aplica una fuerza indebida en la restauración primero se daña el núcleo, antes que la estructura dental.
También se usan otras aleaciones metálicas que mejoran un poco las propiedades físicas comparadas con las del metal base. Forma, anchura y longitud dependen de la anatomía radicular.
Lo importante es no hacer preparaciones que comprometan gran volumen de raíz, que la debilitaría aún más y aumentaría las probabilidades de fractura.
Cuando se realizan restauraciones fijas de piezas dentales que han perdido gran parte de la corona dental, los núcleos colados son los indicados, ya que por medio de éstos se puede recuperar la porción coronal perdida. En el colado del núcleo se realiza una extensión coronal que permita aportar una forma correcta al muñón dental, que va a recibir la restauración.
Para elaboración de los núcleos o retenedores existen dos métodos básicos de intrarradiculares colados:
- Directo
- Indirecto

#### Método directo
El patrón de núcleo se realiza directamente en el paciente, con un acrílico de propiedades especiales, de las cuales destacan:
- Rápida polimerización
- Poca distorsión de polimerización

Ello porque se necesita una copia fiel del canal radicular para que el producto final, ya colado, sea de las mismas características del patrón original. El color de la mayoría de estos acrílicos es rojo, para permitir mejor contraste entre el diente, la cavidad oral y el patrón de núcleo que está en proceso.
Es importante recalcar que la anatomía de la parte coronal del patrón de núcleo debe ser igual que la del diente que se está restaurando; es decir, que la morfología del muñón que se forme con la unión del núcleo y el tejido coronal sea la idéntica a la del diente que está en proceso de restauración: (incisivo, canino, premolar, molar), en especial cuando el tipo de restauración sea de corona completa.
Una vez realizado el patrón en acrílico, se debe colar en el menor tiempo posible, para evitar su distorsión y problemas posteriores al momento de cementarlo. El cemento más apropiado cuando se tiene un núcleo colado es el ionómero de vidrio cementante de autopolimerización o un cemento resinoso de autocurado, debido a que no se puede fotopolimerizarlo.

#### Método indirecto
El patrón de núcleo se realiza en el laboratorio dental (no en el paciente). Para elaborar dicho patrón se debe tomar una impresión del conducto radicular hasta el límite de la gutapercha, idealmente con silicona liviana.
Esta técnica es un poco más complicada, ya que se necesita una impresión muy exacta del conducto, que por lo general es estrecho y dificulta la entrada de material de impresión. Para aumentar la rigidez de la silicona que entra en el conducto y que no se distorsione en el momento del vaciado del modelo, en el conducto impregnado de silicona se debe introducir un poste plástico delgado antes de inyectar el resto del material. Éste ha de quedar incluido en el interior de la impresión.
En el modelo de trabajo el laboratorista dental encera el patrón de núcleo y después realiza el colado. Así obtiene el patrón de núcleo metálico para que el profesional proceda a cementarlo según el método convencional.

### Núcleos prefabricados

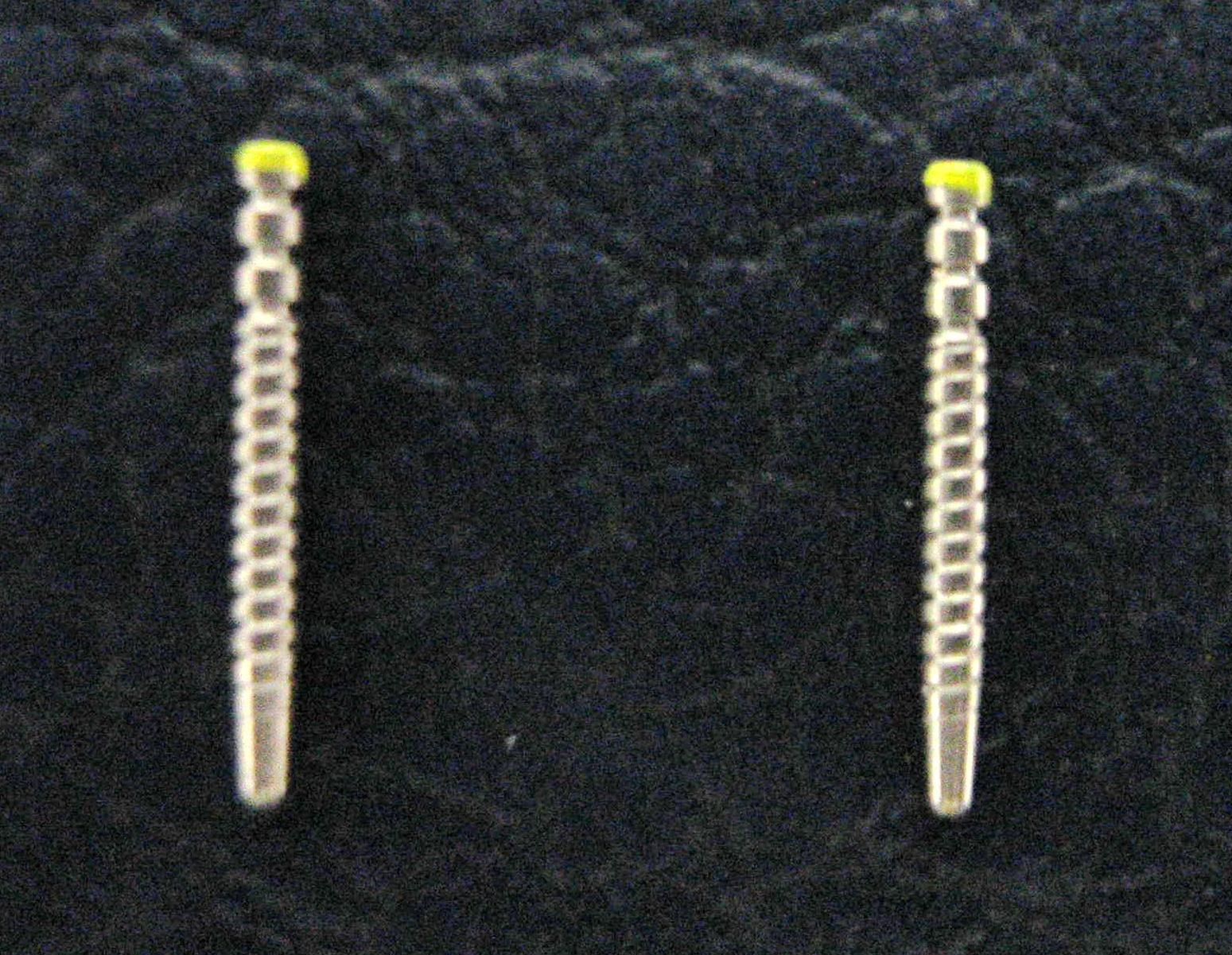
Núcleo prefabricado de titanio, de forma híbrida y textura superficial estriada.

Estos retenedores, ya elaborados según calibres promedio estandarizados de anchura y longitud radicular, según la pieza dentaria que se sujetará a tratamiento. También es muy común el nombre de postes o de espigos, como suele designarlos la gente en general.
Cuando se ha perdido poca estructura dental y existe un remanente dental prudente, los núcleos prefabricados son los indicados, pues sirven para:
- Refuerzo de la restauración que se va a realizar en el diente, ya sea:

1. Incrustación
2. Corona
3. Resina

- Mejor distribución de las fuerzas en su eje longitudinal

Contrariamente a los núcleos colados, los prefabricados no reconstruyen el muñón. Por esta razón se debe complementarlo ya sea con «ionómero de vidrio tipo V complementador de muñón» o con resina de autocurado, después de cementado el núcleo.
Los núcleos prefabricados se clasifican según:
- Material de elaboración
- Forma
- Textura superficial

#### Según el material, los núcleos pueden ser de
- Titanio
- Fibra de carbono
- Fibra de vidrio
- Cerámicos
- Circonio
- Prefabricados plásticos
- Oro
- Biológicos (orgánicos de hueso de bovino)

#### Según la forma
1. Cilíndricos
2. Cónicos

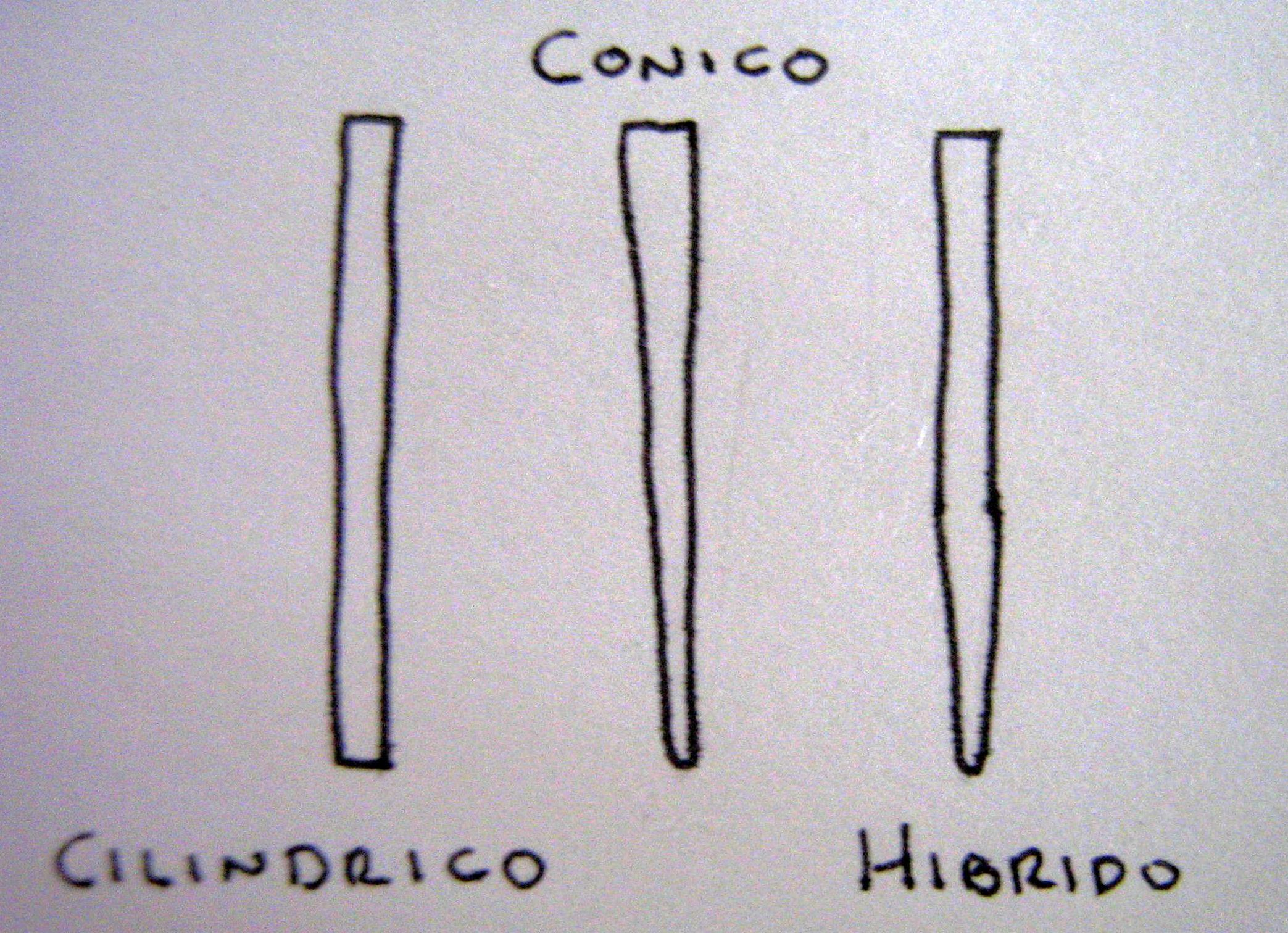
Núcleos prefabricados según la forma.

3. Híbridos: a) apical con forma cónica; b) cervical con forma cilíndrica

#### Según la textura superficial
1. Lisos
2. Estriados (con espículas)

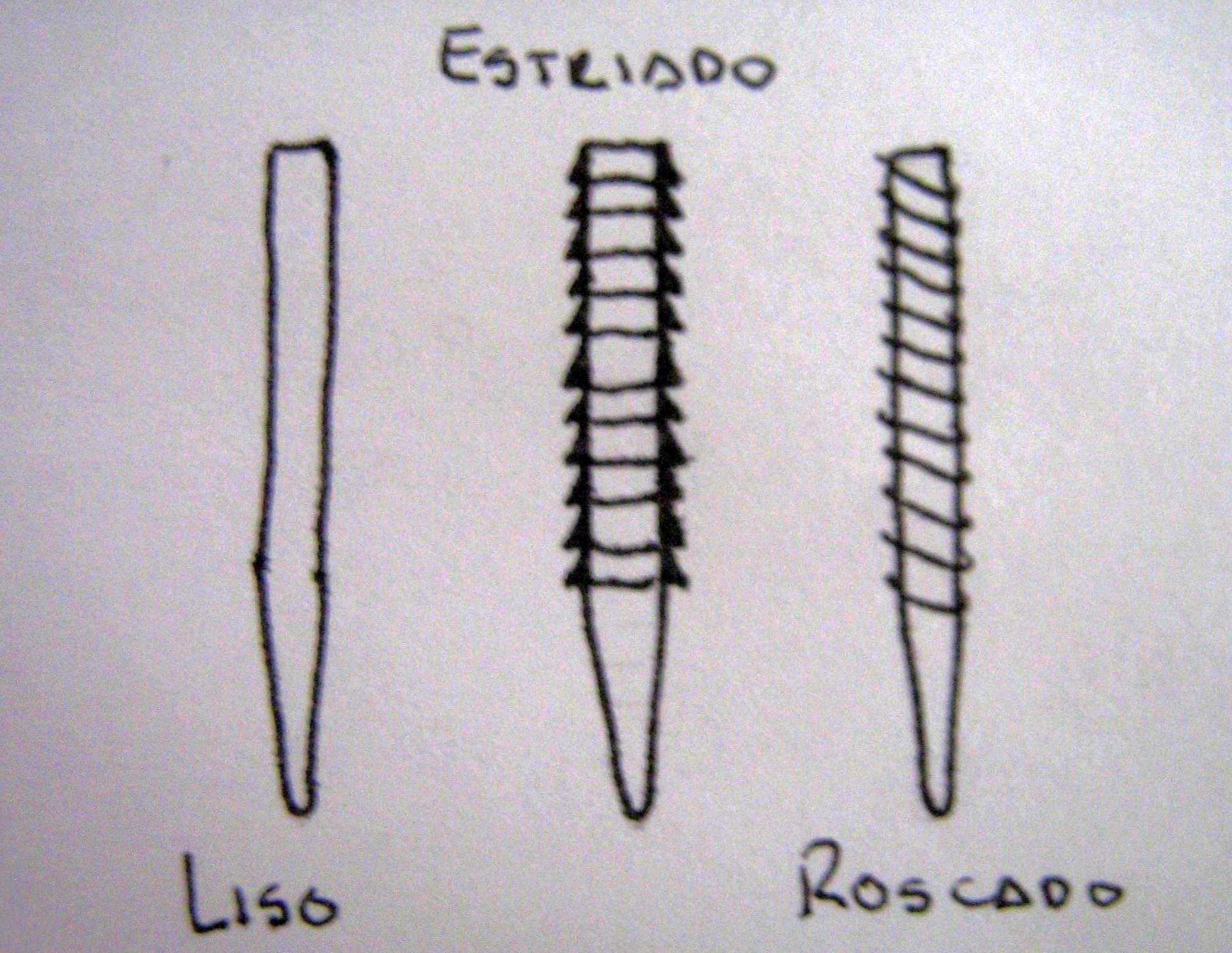
Núcleos prefabricados según la textura superficial.

3. Roscados (en desuso, por generar líneas de fractura)